# Arisa
Arisa es el nombre artístico de Rosalba Pippa (Génova; 20 de agosto de 1982), una cantante italiana.

## Biografía
Una semana después de su nacimiento en Génova, los padres de Rosalba regresaron a vivir a Pignola, pequeño centro urbano a pocos kilómetros de Potenza.
El nombre artístico «Arisa» es en realidad un acrónimo de los nombres de todos los miembros que componen su núcleo familiar: Antonio (el padre), Rosalba (ella misma), Isabella y Sabrina (sus hermanas), Assunta (la madre). 
El año 1999 gana el primer premio en Teggiano (SA) del Premio Cantavallo en el que participaba muy joven aún. El presidente del jurado, la periodista y escritora Bianca Fasano, le hizo la entrega de la copa.

### Participación en San Remo
El año 2007 obtiene una beca como intérprete en el CET de Mogol.
En diciembre de 2008 se queda entre las dos vencedoras del concurso de canto SanremoLab, lo que le concede la admisión a la edición 59° de Festival de la Canción de San Remo en la categoría de Propuesta.
En el Festival, Arisa presentó su tema «Sincerità», escrito por Giuseppe Anastasi, su novio, y por Maurizio Filardo y Giuseppe Mangiaracina, con el que se clasificó en el puesto número uno y, aún antes de la final, el tema mismo estaba a la cabeza entre la lista de iTunes. La tarde del jueves 19 de febrero, el tema fue ejecutado con el acompañamiento de Lelio Luttazzi.
Por cierto, entre los elementos que rodean al tema, ha causado curiosidad la apariencia de Arisa, que vestía al estilo de los años 1930, de la que se encargó una pequeña casa de moda toscana.
En la misma edición del Festival, la cantante se hizo acreedora del “Premio Assomusica Casa Sanremo” porque: 

«La canción “Sincerità” se enriqueció por el personaje de Arisa que supo crear una relación inmediata con el público. En la exhibición con el Maestro Luttazzi, Arisa demostró saber plantarse en el escenario con simplicidad y familaridad adaptándose perfectamente a la atmósfera del arreglo swing del tema.»

Ganó además el Premio de la Crítica del Festival de la canción italiana “Mia Martini”.
El 8 de junio de 2009 se presentó en los Wind Music Awards, conducidos por Vanessa Incontrada, en los que cantó su sencillo “Sincerità”, siendo premiada por la asociación de discográficas como Joven revelación del año.
En seguida, el 19 de junio de 2009 se presentó en el programa “Una voce per Padre Pio” con la canción “Piccola Rosa”, donde anunció la promoción de un nuevo sencillo, “Te lo volevo dire”.
Dos días después, el 21 de junio, participó en el concierto “Amiche per l'Abruzzo”, organizado por Laura Pausini y otros cuarenta cantantes italianos en el Estadio de San Siro de Milán.
Arisa participó con las canciones "Controvento" y "Lentamente (Il primo che passa)" en el 64.º Festival de San Remo. Con la canción "Controvento" se clasificó en primer lugar siendo la máxima ganadora de la edición 2014.

## Álbumes de estudio
- 2009: Sinceritá
- 2010: Malamorenò
- 2012: Amami
- 2014: Se vedo te
- 2016: Guardando il cielo
- 2019: Una nuova rosalba in città

### Álbum en vivo
- 2012 - Amami Tour

### Sencillos
- 2009: Sinceritá
- 2009: Io sono
- 2009: Te lo volevo dire
- 2010: Malamorenò
- 2010: Pace
- 2012: Il tempo che verrà
- 2012: La notte
- 2012: L'amore è un'altra cosa
- 2014: Controvento
- 2014: Quante parole che non dici
- 2014: La cosa più importante